# Charlotte Speedway
Lo Charlotte Speedway fu il tracciato sul quale si svolse la prima gara della NASCAR Strictly Stock (ora NASCAR Cup Series) il 19 giugno 1949. La pista si trovava poche miglia a ovest rispetto a dove oggi sorge la sede della NASCAR Hall of Fame, su Little Rock Road. Era di proprietà di Carl C. Allison Sr. e di sua moglie, Catherine Montgomery Allison. La pista fu costretta a chiudere nel 1956, dato che la costruzione della Interstate 85 doveva passare per il parcheggio del tracciato.

## NASCAR
Su questa pista si sono svolti dodici eventi tra il 1949 e il 1956. La prima gara, del 1949, aveva una lunghezza di 150 miglia (241 km), successivamente si sono tenuti eventi di 100 miglia (161 km) e 113 miglia (182 km). 

### 1949
Bob Flock conquistò la Pole position. Glenn Dunaway venne dichiarato vincitore, ma un'ispezione post-gara rivelò che sulla sua auto erano state montate molle per le sospensioni illegali, venne quindi squalificato e Jim Roper venne dichiarato vincitore ufficiale dell'evento. Roper avrebbe gareggiato solo in un altro evento NASCAR nella sua carriera. Sara Christian, classificatasi quattordicesima, fu la prima donna a partecipare a una gara NASCAR.

### Albo d'oro
Tutti i vincitori erano  americani
| Anno | Data         | Pilota          | Costruttore | Distanza |
| ---- | ------------ | --------------- | ----------- | -------- |
| 1949 | 19 giugno    | Jim Roper       | Lincoln     | 150 mi   |
| 1950 | 2 aprile     | Tim Flock       | Lincoln     | 150 mi   |
| 1950 | 23 luglio    | Curtis Turner   | Oldsmobile  | 150 mi   |
| 1951 | 1º aprile    | Curtis Turner   | Nash        | 113 mi   |
| 1951 | 23 settembre | Herb Thomas     | Hudson      | 150 mi   |
| 1952 | 15 giugno    | Herb Thomas     | Hudson      | 113 mi   |
| 1953 | 5 aprile     | Dick Passwater  | Oldsmobile  | 113 mi   |
| 1954 | 30 maggio    | Buck Baker      | Oldsmobile  | 100 mi   |
| 1955 | 1º maggio    | Buck Baker      | Buick       | 100 mi   |
| 1956 | 20 novembre  | Fonty Flock     | Chrysler    | 100 mi   |
| 1956 | 27 maggio    | Speedy Thompson | Chrysler    | 100 mi   |
| 1956 | 14 ottobre   | Buck Baker      | Chrysler    | 100 mi   |

## Il nuovo circuito
Per l'attuale tracciato NASCAR a Charlotte, nella Carolina del Nord, vedi Charlotte Motor Speedway.